# Bursadella dichroalis
Bursadella dichroalis is een vlinder uit de familie van de Immidae. De wetenschappelijke naam van de soort is voor het eerst geldig gepubliceerd in 1880 door Pieter Snellen.